# Borolia torpens
Borolia torpens là một loài bướm đêm trong họ Noctuidae.